# Fraccionamiento Magisterial
Fraccionamiento Magisterial är en ort i Mexiko.   Den ligger i kommunen Juchipila och delstaten Zacatecas, i den centrala delen av landet, 500 km nordväst om huvudstaden Mexico City. Fraccionamiento Magisterial ligger 1 261 meter över havet och antalet invånare är 106.
Terrängen runt Fraccionamiento Magisterial är varierad. Runt Fraccionamiento Magisterial är det ganska glesbefolkat, med 28 invånare per kvadratkilometer. Närmaste större samhälle är Juchipila, 1,2 km öster om Fraccionamiento Magisterial. I omgivningarna runt Fraccionamiento Magisterial växer huvudsakligen savannskog.